# モントットーネ
モントットーネ（伊: Montottone）は、イタリア共和国マルケ州フェルモ県にある、人口約900人の基礎自治体（コムーネ）。

## 地理

### 位置・広がり
フェルモ県のコムーネ。県都フェルモから南西へ15kmの距離にある。

#### 隣接コムーネ
隣接するコムーネは以下の通り。
- ベルモンテ・ピチェーノ
- グロッタッツォリーナ
- モンサンピエトロ・モリーコ
- モンテ・ジベルト
- モンテ・リナルド
- モンテ・ヴィドーン・コンバッテ
- オルテッツァーノ

### 気候分類・地震分類
モントットーネにおけるイタリアの気候分類 (it) および度日は、zona D, 2050 GGである。
また、イタリアの地震リスク階級 (it) では、zona 2 (sismicità media) に分類される。

## 歴史
2009年、アスコリ・ピチェーノ県北部が分割されてフェルモ県が設置された際に、フェルモ県所属となった。